# Rio Jiquiá
Rio Jiquiá är ett vattendrag i Brasilien.   Det ligger i delstaten Alagoas, i den östra delen av landet, 1 400 km nordost om huvudstaden Brasília. Rio Jiquiá ligger vid sjön Lagoa de Jequiá.
Omgivningarna runt Rio Jiquiá är en mosaik av jordbruksmark och naturlig växtlighet. Runt Rio Jiquiá är det glesbefolkat, med 16 invånare per kvadratkilometer.